# Красноглазая пиропа
Красноглазая пиропа (лат. Pyrope pyrope) — вид южноамериканских воробьинообразных птиц из семейства тиранновых (Tyrannidae). Является единственным видом рода красноглазых пироп (Pyrope). До ревизии 2020 года обычно причислялся к роду монжит (Xolmis).

## Подвиды
Международный союз орнитологов выделяет два подвида:
- Pyrope pyrope pyrope (Kittlitz, 1830) — юг Чили и юг Аргентины;
- Pyrope pyrope fortis (Philippi Bañados & Johnson, AW, 1946) — остров Чилоэ.

## Распространение
Обитают в центральной и южной частях Чили, на юго-западе Аргентины и на Огненной Земле. Регистрируются также залёты на Фолклендские острова, расположенные к востоку от последней.

## Описание

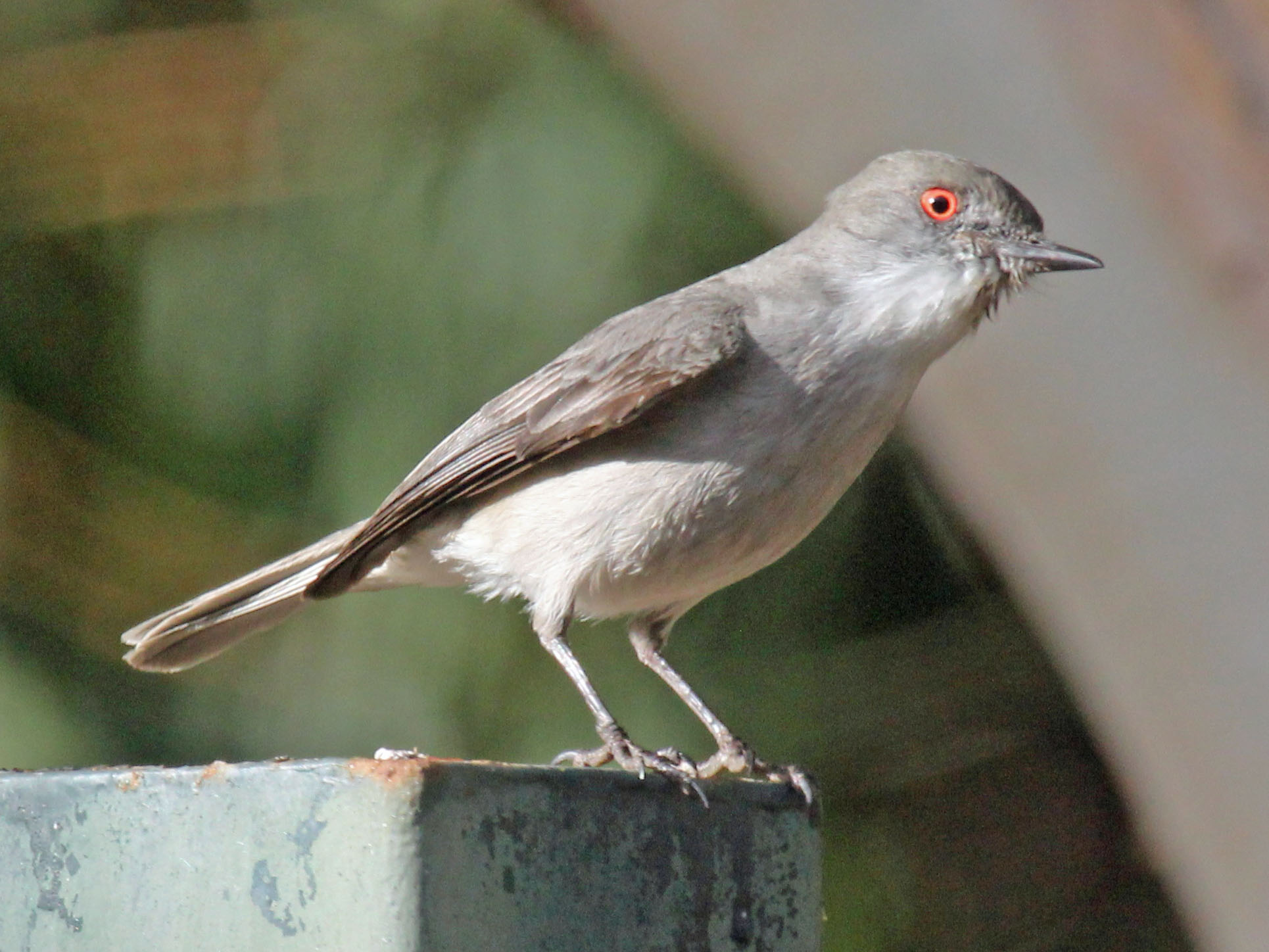

Длина тела пироп 19—21 см. Глаза яркие, кораллово-красные. Верхняя часть тела птицы в основном однотонная серая. Нижняя часть бледно-серая с белым горлом и бежевым подхвостьем.

## Биология
Питаются в основном насекомыми. Сообщалось также, что представители вида едят фрукты, особенно зимой.
МСОП присвоил виду охранный статус LC.